# Josep Gregori Hernández
Josep Gregori Hernández   (Isnotú, Trujillo, Venezuela, 26 d'octubre de 1864 - Caracas, 29 de juny de 1919) (Isnotú, Trujillo, 26 d'octubre de 1864-Caracas, 29 de juny de 1919) va ser un metge, científic, professor, filantrop de vocació catòlica, i franciscà seglar veneçolà, declarat beat per l'Església catòlica. El 25 de febrer de 2025, el papa Francesc va autoritzar la seva canonització, per la qual cosa es convertirà en sant de l'Església catòlica. La seva canonització serà el 19 d'octubre de 2025. adsf ads fdsaf dsa
En 1949, l'Església catòlica va començar el procés de canonització per a declarar-lo sant. En 1986, el papa Joan Pau II va reconèixer les seves virtuts heroiques i el va declarar «venerable». El procés es va renovar el 18 de gener de 2021, després d'un miracle atribuït per l'Església catòlica, en el qual una nena s'hauria recuperat d'una ferida de bala gràcies a la seva intercessió. El papa Francesc va autoritzar la missa de beatificació de José Gregorio Hernández, realitzada el 30 d'abril de 2021, sent assignada la seva celebració litúrgica el dia 26 d'octubre, data del seu natalici.